# Ljevišta
Ljevišta (cyr. Љевишта) – wieś w Czarnogórze, w gminie Kolašin. W 2011 roku liczyła 39 mieszkańców.